# Italochrysa italica
Italochrysa italica är en insektsart som först beskrevs av Rossi 1790.  Italochrysa italica ingår i släktet Italochrysa och familjen guldögonsländor. Inga underarter finns listade i Catalogue of Life.

## Bildgalleri

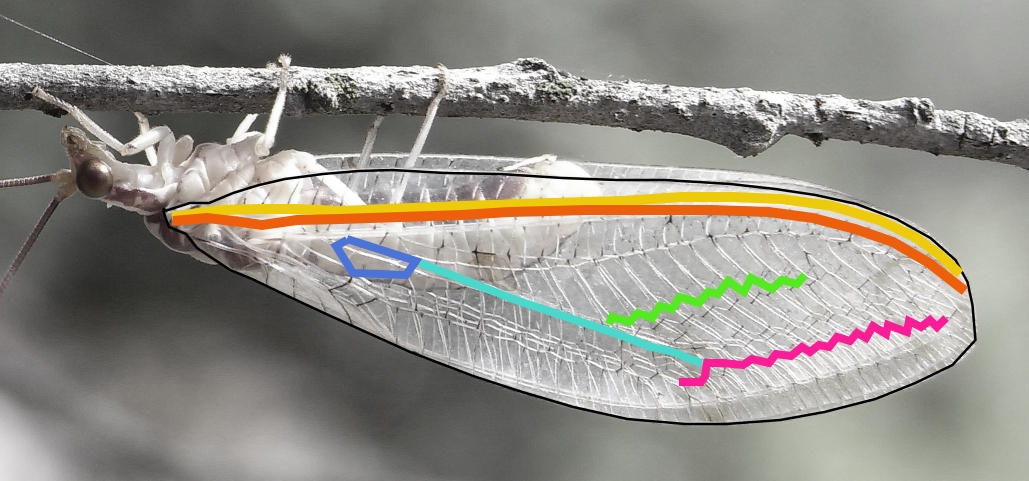
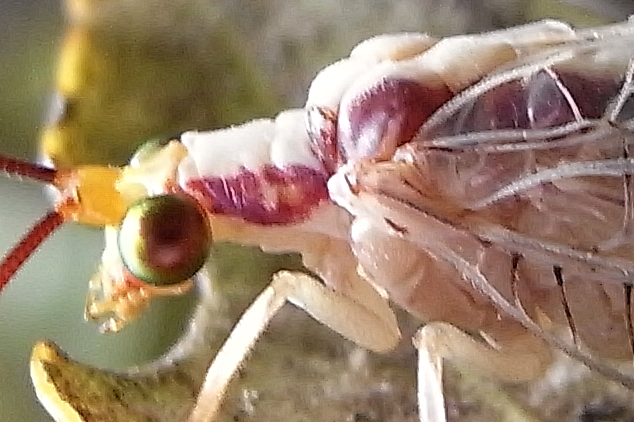
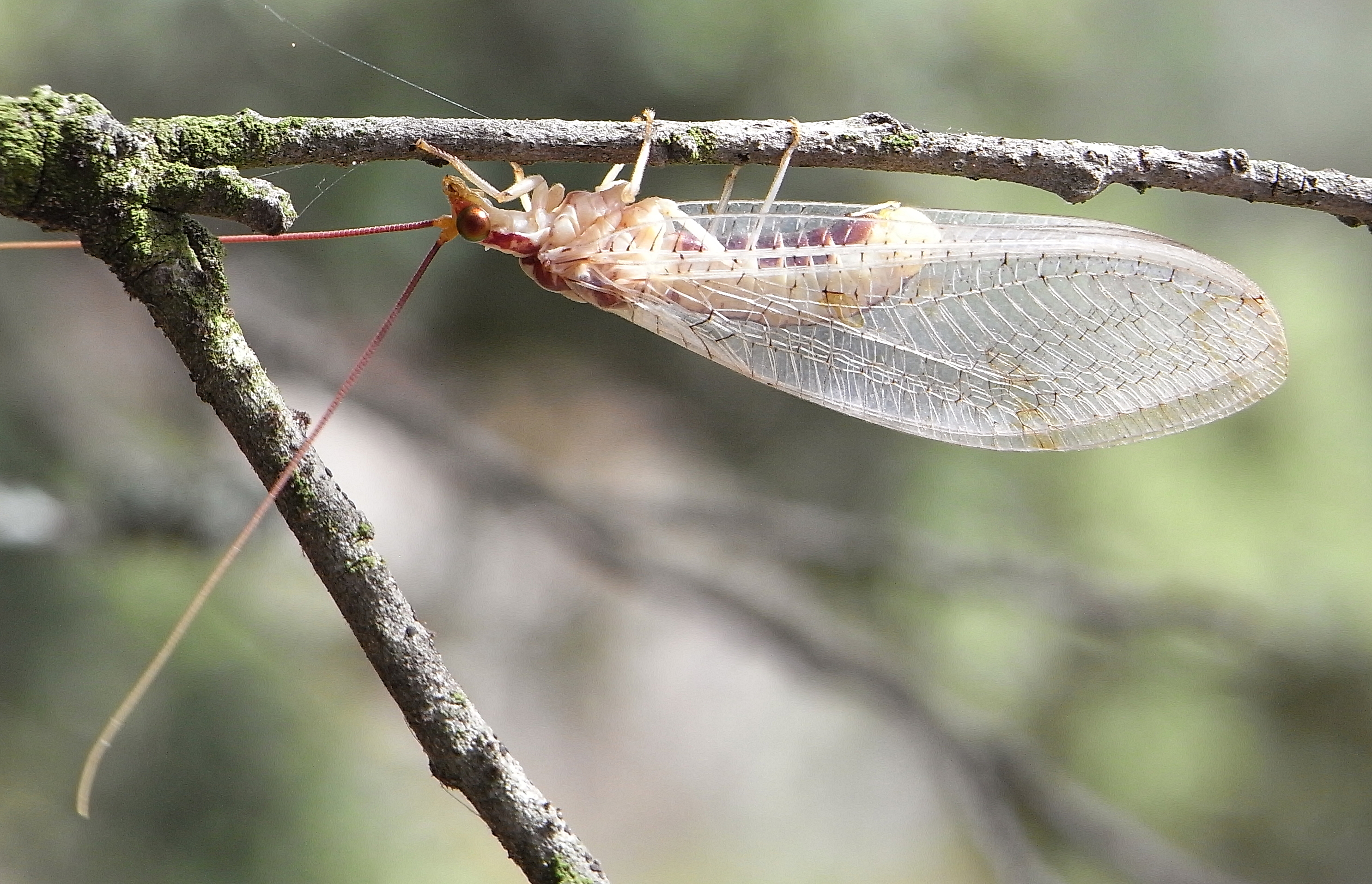